# Willa „Foksal”
Willa „Foksal” – zabytkowa willa przy ulicy Bartniaka 28 w Grodzisku Mazowieckim. Powstała w 1846 roku według projektu Teofila Shullera. Przez wiele lat pełniła funkcję domu gościnnego dla pasażerów Kolei Warszawsko-Wiedeńskiej. Obecnie w budynku mieści się Ośrodek Dokumentacji Zabytków ob. Narodowego Instytutu Dziedzictwa.
W 1972 roku budynek został wpisany do rejestru zabytków.

## Położenie
Willa znajduje się w centrum Grodziska Mazowieckiego, przy ulicy Władysława Bartniaka 28. Działka na której się znajduje willa graniczy z torami kolejowymi oraz Parkiem im. hr. Skarbków.

## Historia
Willa powstała w latach 1845–1846 według projektu Teofila Shullera, który był uczniem Henryka Marconiego. Budynek wchodził w skład zabudowań dworcowych i mieścił się w nim dom gościnny dla podróżnych z restauracją i hotelem. Odprawa pasażerów odbywała się w drewnianym pawilonie, który znajdował się obok budynku i został zniszczony w 1915 roku. Po wybudowaniu nowego dworca kolejowego w Grodzisku w latach 1921–1922, budynek stracił swoją funkcję. Do 1917 roku wraz z otaczającym go parkiem, stanowił własność rodziny Mokronoskich. W 1917 roku Willa Foksal przeszła w ręce hr. Branickiego. 
W latach 1936–1940 budynek należał do Towarzystwa nad Ociemniałymi. Od 1945 do 1970 roku w willi mieścił się szpital oraz przychodnia. W latach 70. XX w. budynek był użytkowany przez Warszawskie Przedsiębiorstwo Geodezyjne. Budynek przeszedł remont w latach 1986–1992 i obecnie mieści się w nim Ośrodek Dokumentacji Zabytków.

## Nazwa
Nazwa willi czyli „Foksal” pochodzi od rosyjskiego słowa „wokzał”, które to oznacza dworzec.
Przez mieszkańców Grodziska Mazowieckiego i okolic, willa jest nazywana „lokomotywką”, ponieważ wygląd wieży budynku jest kojarzony z kominem parowozu.